# Bank Julius Bär
Bank Julius Bär & Co. AG er en traditionsrig privatbank i Zürich i Schweiz, grundlagt af bankmanden Julius Bär i 1890. Banken tilbyder formueforvaltning for velstående kunder, og er den næststørste af sin slags i Schweiz.
Banken har i tillæg til hovedkontoret i Zürich også kontorer i Basel, Dubai, Frankfurt am Main, Genève, Grand Cayman, Guernsey, Lausanne, Lugano, London, Los Angeles, Luxemburg, Luzern, Milano, New York City, Stuttgart, Wien og Zug.
I september 2005 overtog bankhuset de tidligere privatbanker Ferrier Lullin & Cie SA, Ehinger & Armand von Ernst AG, Banco di Lugano (før 1990 kendt som Banco di Roma per la Svizzera) og forvaltningshuset GAM.
Banken ledes af Boris F.J. Collardi.
I 2016 indgik banken et forlig med de amerikanske myndigheder på 547 mio. dollar, for deres rolle i en sag om skatteunddragelse. 